# Егзокарп
Егзокарп (гр. „споља“ + „плод“), је ботанички појам за спољашњи омотач перикарпа (односно плода). Егзокарп представља релативно чврст спољашњи омотач, у коме се налазе уљане жлезде и пигменти. Понекад се назива епикарп, или посебно код лимуна и сродних врста, флаведо.
Флаведо се углавном састоји од целулозе, али такође садржи друге компоненте, као што су етерична уља, парафински воскови, стероиди и тритерпеноиди, масне киселине, пигменти (каротеноиди, хлорофил, флавоноиди), горке материје (лимонин) и ензими.
Код агрума, флаведо представља периферну површину перикарпа. Чини га неколико слојева ћелија који постепено постају дебљи у унутрашњем делу; епидермални слој је покривен воском и садржи неколико стома, које су у већини случајева затворене када је плод зрео.
Код зрелог плода, ћелије флаведа садрже каротеноиде (углавном ксантофиле) унутар хлоропласта, у коме се у претходном стању, налазио хлорофил. Зато плод мења боју од зелене до жуте током сазревања.
Унутрашњи слој флаведа је богат вишећелијским телашцима сферног или крушкастог облика, која су пуна етеричних уља.